# فستق‌لی
فستق‌لی (به لاتین: Fıstıqlı، به آواری: ЦIепелиб) یک منطقه مسکونی در جمهوری آذربایجان است که در شهرستان قاخ واقع شده است. فستق‌لی ۲۶۲ نفر جمعیت دارد.